# ويلهلم بولسون
ويلهلم بولسون هو سياسي كندي، ولد في 14 أغسطس 1857، وتوفي في 1935. انتخب عضو المجلس التشريعي من ساسكاتشوان.